# Parental Guidance
Parental Guidance, anteriormente intitulado Us & Them (bra: Uma Família em Apuros; prt: Sarilhos em Família) é um filme de comédia-familiar estadunidense de 2012 dirigido por Andy Fickman e estrelado por Billy Crystal e Bette Midler e co-protagonizado por Marisa Tomei e Tom Everett Scott e Bailee Madison. O filme foi lançado em 25 de dezembro, 2012.

## Sinopse
Um casal de avós decide tomar conta dos netos a pedido de sua filha que vai viajar a trabalho, mas mal sabem eles os problemas que os três jovens podem causar em suas vidas antiquadas.

## Elenco
- Billy Crystal - Artie Decker
- Bette Midler - Diane Decker
- Marisa Tomei - Alice Decker
- Tom Everett Scott - Phillip "Phil" Simmons
- Bailee Madison - Harper Simmons
- Joshua Rush - Turner Simmons
- Kyle Harrison Breitkopf - Barker Simmons
- Gedde Watanabe - Sr. Nicholas "Nick" Cheng
- Rhoda Griffis - Dr. Anna Schveer
- Jennifer Crystal Foley - Cassandra
- Cade Jones - Ivan
- Mavrick Moreno - Cody
- Madison Lintz - Ashley
- Karan Kendrick - Mãe na pré-escola
- Tony Hawk - ele mesmo
- Steve Levy - ele mesmo
- Linda Cohn - ela mesma

## Dublagem brasileira
- Artie:Helio Ribeiro[9]
- Diane:Rosinha Baroli[9]
- Alice:Flávia Saddy[9]
- Harper:Bianca Alencar[9]
- Turner:Enrico Espada[9]
- Phil:Felipe Grinnan[9]
- Barker:Gabriel Martins[9]
- Narrador:Sergio Marques[9]
- Vozes adicionais: Angela Couto/Cassia Bisceglia/Daniel Figueira/Fatima Noya/Hermes Baroli/Leticia Quinto/Mathues Ferreira/Rafael Garcia/Renan Gonçalves/Sergio Corcetti/Silvio Giraldi/ Carlinhos Silveira/ Cecilia Lemes/ Fabio De Castro/Flora Paulita/Leticia Dos Santos/Marilza Batista/Mauro Castro/Ramon Campos/Renato Soares/Sicilia Vidal/Vynni Takahashi[9]

## Produção
As filmagens aconteceram entre setembro e dezembro de 2011 nas cidades de Atlanta e Johns Creek, no estado da Geórgia (Estados Unidos).

## Lançamento
Parental Guidance foi lançado em 25 de dezembro de 2012 nos Estados Unidos e Canadá e em 26 de dezembro de 2012 na Austrália, Reino Unido e Irlanda. Seu lançamento internacional se estende de 25 de dezembro 2012 a 11 julho de 2013, com o primeiro lançamento em 2013 em 3 de janeiro de 2013, na República Dominicana, Venezuela e Cingapura.
Parental Guidance foi lançado em DVD e Blu-ray, bem como para a compra via streaming em 26 de março de 2013 da 20th Century Fox Home Entertainment.

## Recepção
Apesar das críticas negativas em geral, os totais de bilheteria para o filme foram maiores do que o esperado. Tem uma classificação de 18% no Rotten Tomatoes com base em 84 comentários da imprensa, com o consenso afirmando: "Parental Guidance é doce, mas fraco, uma ninharia inofensiva que é suavemente previsível".

## Prêmios
| Ano  | Prêmio              | Categoria                                                         | Destinatário(s)                                      | Resultado | Ref.   |
| ---- | ------------------- | ----------------------------------------------------------------- | ---------------------------------------------------- | --------- | ------ |
| 2013 | Young Artist Awards | Melhor Performance em um Longa -Metragem - Jovem Ator Coadjuvante | Kyle Harrison Breitkopf                              | Indicado  | [ 14 ] |
| 2013 | Young Artist Awards | Melhor Performance em um Longa-Metragem - Jovem Ator Coadjuvante  | Joshua Rush                                          | Indicado  | [ 14 ] |
| 2013 | Young Artist Awards | Melhor Performance em um Longa-Metragem - Elenco Jovem            | Kyle Harrison Breitkopf, Bailee Madison, Joshua Rush | Indicado  | [ 14 ] |